# 능력자X
《능력자X》(능엑)는 대한민국 JCE에서 자체 개발한 액션게임으로, 다양한 능력자 카드를 모아 5장으로 구성된 능력자덱을 구성하여 전투를 하는 신개념 3인칭 대전,액션 게임이다.

## 서비스 연혁
- 2010년 8월 25일 1차 CBT. (게이트온라인이라는 이름으로 CBT)
- 2011년 8월 6일 2차 CBT. (능력자X로 타이틀 개명, 카드시스템등 대폭 수정)
- 2012년 2월 10일 3차 CBT.
- 2012년 5월 10일 정식서비스 123qwrqttqt
- 2012년 5월 31일 넥슨 채널링
- 2013년 8월 1일 엔트리브로 서비스 이관.
- 2014년 8월 29일 마상소프트로 서비스 이관.
- 2014년 11월 27일 늑대인간 Comming Soon